# 南木ジョージ
南木 久治 ジョージ（みなみき ひさはる ジョージ 、1919年 - 2002年）は、アメリカ合衆国の神学者、教育者。カリフォルニア州出身の日系2世。

## 来歴
1919年にカリフォルニア州で生まれた後、ロサンゼルス地区で過ごす。
ロヨラハイスクール（1936年卒業）を経て、メリーマウント大学（現・ロヨラ・メリーマウント大学)を1940年に卒業した。日本が真珠湾を攻撃すると、南木は家族と共に米国政府によって抑留された。
1945年カリフォルニアの神学院に入る。1949年に修練期間を終えると、神戸市の六甲中学校・高等学校において英語と宗教の授業を受け持つ。1956年から栄光学園にて英語と倫理を教えた後に、イエズス会の経営する学校である広島学院高等学校で教鞭をとる。1962年 - 1966年には校長を務めた。校長としての任期を終えた後、米国に戻りノートルダム大学で日本語を教える。ノートルダム大学で南木は教鞭を執ると同時に、学生達が1年間日本に留学するというプログラムを主導した。1977年には助教授、1986年准教授に昇格する。1992年に教職から退いた南木は2002年心臓病によって急死した。
専攻は中国における典礼問題であり、南木はThe Chinese Rites Controversy:From Its Beginning to Modern Timesという著書を執筆した。この作品は典礼問題についての先行研究として学会では広く知られている。

## 著書
- George, Minamiki (1985-06-01) (English). The Chinese Rites Controversy: From Its Beginning to Modern Times (1st edition ed.). Chicago: Loyola University Press, A Campion Book. ISBN 9780829404579